# Миорелаксанты
Миорелаксанты (лат. myorelaxantia; от др.-греч. μῦς - мышца + relaxans, relaxantis — ослабляющий, распускающий) — лекарственные средства, снижающие тонус скелетной мускулатуры с уменьшением двигательной активности вплоть до полного обездвиживания.

## Общая характеристика
Механизм действия — блокада Н-холинорецепторов в синапсах прекращает подачу нервного импульса к скелетным мышцам, и мышцы перестают сокращаться. Расслабление идет сверху вниз, от мимических мышц до кончиков пальцев ног. Восстановление проводимости идет в обратном порядке. Первым субъективным признаком окончания миорелаксации являются попытки пациента дышать самостоятельно. Признаки полной декураризации: пациент может поднять и удержать голову в течение 5 секунд, крепко сжать руку и дышать самостоятельно на протяжении 10—15 минут без признаков гипоксии.
Объективно степень воздействия миорелаксантов определяют с помощью таких методов: электромиография, акцеломиография, периферическая нейростимуляция, механомиография.
Время действия миорелаксантов удлиняется при наличии таких факторов: гипотония, гипоксия, гиперкапния, метаболический ацидоз, гиповолемия, нарушение микроциркуляции, гипокалиемия, глубокий наркоз, гипотермия, пожилой возраст пациента.
Влияние на М-холинорецепторы сердца, гладких мышц и блуждающего нерва зависит от препарата и дозы. Некоторые миорелаксанты могут спровоцировать выброс гистамина.
Не проходят через гематоэнцефалический барьер (ГЭБ). Прохождение через плацентарный барьер (ПБ) зависит от препарата и дозы. Не растворимы в жирах. Связывание с белками крови зависит от препарата.
Основной путь введения — внутривенный, но некоторые миорелаксанты принимаются и внутрь (напр., Тизанидин).

## Общие показания к применению миорелаксантов
1. Обеспечение условий для интубации трахеи.
2. Обеспечение миорелаксации во время оперативных вмешательств для создания оптимальных условий работы хирургической бригады без избыточных доз препаратов для общей анестезии, а также необходимость мышечного расслабления при некоторых диагностических манипуляциях, выполняемых в условиях общей анестезии (например, бронхоскопия).
3. Подавление самостоятельного дыхания с целью проведения ИВЛ.
4. Устранение судорожного синдрома при неэффективности противосудорожных препаратов.
5. Блокада защитных реакций на холод в виде мышечной дрожи и гипертонуса мышц при искусственной гипотермии.
6. Миорелаксация при репозиции отломков костей и вправлении вывихов в суставах, где имеются мощные мышечные массивы.

## Общие противопоказания к применению миорелаксантов
1. Миастения, миастенический синдром, миопатия Дюшена или Беккера, миотония, семейные периодические параличи
2. Отсутствие условий для выполнения интубации трахеи и проведения ИВЛ

## Классификация
| Деполяризующие релаксанты                       | Недеполяризующие релаксанты | Недеполяризующие релаксанты                                                              | Недеполяризующие релаксанты                                       |
| Ультракороткого действия                        | Короткого действия          | Среднего действия                                                                        | Длительного действия                                              |
| ----------------------------------------------- | --------------------------- | ---------------------------------------------------------------------------------------- | ----------------------------------------------------------------- |
| Суксаметоний (листенон, дитилин, сукцинилхолин) | Мивакуриум (мивакрон)       | Атракуриум (тракриум) Векурониум (норкурон) Рокурониум (эсмерон) Цисатракуриум (нимбекс) | Пипекурониум (ардуан) Панкурониум (павулон) Тубокурарин (тубарин) |

## Деполяризирующие миорелаксанты
По особенностям взаимодействия с рецепторами миорелаксанты делятся на две группы:
Деполяризирующие миорелаксанты - при контакте с рецепторами вызывают стойкую деполяризацию мембраны синапса, сопровождающуюся кратковременным хаотичным сокращением мышечных волокон (миофасцикуляции), переходящим в миорелаксацию. При стойкой деполяризации нервно-мышечная передача прекращается. Миорелаксация непродолжительна, происходит за счет удержания открытыми мембранных каналов и невозможности реполяризации. Метаболизируются псевдохолинэстеразой, выводятся почками. Антидота нет.
Показания к применению деполяризирующих миорелаксантов:
1. Оперативные вмешательства и диагностические манипуляции короткого действия. 
2. Интубация как фактор риска и один из ключевых моментов начала операции. При неудачной попытке интубации операция может быть отменена, а вот действие деполяризирующих миорелаксантов - нет, что в свою очередь потребует длительной ИВЛ.
Возможные осложнения при введении деполяризирующих миорелаксантов:
1. Тризм и ларингоспазм.
2. Злокачественная гипертермия. Чаще всего возникает вместе с тризмом и у детей.
3. Микроповреждения мышц. Симптомы: жалобы на боли в мышцах, миоглобинурия
4. Повышение давления внутри полых органов и полостей организма
5. Выброс калия в кровь может привести к гиперкалиемии, а та в свою очередь к брадикардии и остановке сердца.

Противопоказания:
1. Пациенты с исходной гиперкалиемией (почечная недостаточность, обширные ожоги и травмы мышц)
2. Пациенты с нарушением сердечного ритма
3. Пациенты с риском осложнений при повышении ВЧД, повышении давления в полых органах ЖКТ. Пациенты с глаукомой.

Препараты:
На данный момент из-за возможных осложнений в клинике используется только листенон, но и он постепенно заменяется недеполяризирующими миорелаксантами короткого действия.

## Недеполяризирующие миорелаксанты
Недеполяризирующие миорелаксанты - блокируют рецепторы и мембранные каналы без их открытия, не вызывая деполяризацию. Продолжительность действия и свойства зависят от препарата.
Препараты: тубокурарин, пипекуроний, атракурий, панкуроний, векуроний, метокурин, рокуроний, мивакурий, доксакурий.
Сравнительная таблица свойств недеполяризирующих миорелаксантов:
| препарат    | начало действия | время действия | начальная доза     | поддерживающая доза         | метаболизм                      | выведение          | гистамин | вагус | ПБ  |
| ----------- | --------------- | -------------- | ------------------ | --------------------------- | ------------------------------- | ------------------ | -------- | ----- | --- |
| Тубокурарин | 1-2 мин.        | 25-30 мин.     | 0,3-0,5 мг/кг в/в. | в 1,5-2 р. меньше начальной | нет                             | Моча 90% Желчь 10% | да       | нет   | да  |
| Пипекуроний | 4-5 мин.        | 40-60 мин.     | 0,06-0,1 мг/кг.    | 1/3 начальной дозы.         | нет                             | Моча 70% Желчь 30% | нет      | нет   | нет |
| Атракурий   | 2-3 мин.        | 15-30 мин.     | 0,3-0,6 мг/кг.     | 0,1 мг/кг                   | да, печень, элиминация Хоффмана | Моча 5% Желчь 5%   | да       | нет   | нет |
| Панкуроний  | 2-3 мин.        | 30-60 мин.     | 0,08-0,12 мг/кг.   | 0,01 мг/кг                  | да, печень                      | Моча 40% Желчь 10% | нет      | да    | да  |
| Векуроний   | 3-4мин.         | 20-30 мин.     | 0,08 – 0,1 мг/кг.  | 0,03 мг/кг                  | да/нет                          | Моча 30% Желчь 70% | нет      | нет   | нет |
| Рокуроний   | 30-60 сек.      | 20-30 мин.     | 0,45-0,6 мг/кг.    | 0,15 мг/кг                  | нет                             | Моча 40% Желчь 60% | нет      | да    | нет |
| Мивакурий   | 1-3 мин.        | 13-15 мин.     | 0,15-0,25 мг/кг.   | 0,1 мг/кг                   | да, псевдохолинэстераза         | Моча 90% Желчь 10% | да       | нет   | да  |
| Доксакурий  | 4-6 мин.        | 60-90 мин.     | 0,05 мг/кг.        | 0,005 мг/кг                 | да, псевдохолинэстераза         | Моча 90% Желчь 10% | нет      | нет   | да  |

Препарат-антагонист: Прозерин.
Антихолинэстеразные препараты блокируют холинэстеразу, количество ацетилхолина увеличивается и он конкурентно вытесняет недеполяризирующий миорелаксант. Используется прозерин в дозе 0,03-0,05 мг/кг массы тела. За 2-3 минуты перед применением для нивелирования побочных эффектов прозерина вводится атропин 0,1% 0,5 мл. внутривенно. Декураризация противопоказана при глубоком мышечном блоке и любом нарушении водно-электролитного баланса. Если действие прозерина кончается раньше, чем действие миорелаксанта, то может произойти рекураризация - возобновление миорелаксации из-за активации холинэстеразы и уменьшения количества ацетилхолина в синаптической щели.

## Спазмолитики
Спазмоли́тики — лекарственные вещества, снимающие спазмы гладкой мускулатуры внутренних органов, сосудов и др., нарушающих различные функции органов. Спазмолитики применяют при различных заболеваниях. Например: бронхиальная астма, колики — почечная, печеночная и др.